# このマンガいいね! BSオススメ夜話
『このマンガいいね! BSオススメ夜話』（このマンガいいね!BSオススメやわ）は、NHK BSプレミアムで2014年から不定期で放送されているテレビ番組である。

## 概要
毎回テーマに沿った漫画作品をファンである著名人がプレゼンし、そこからトークを展開していく。生放送番組であり、データ放送の「読みたい」ボタンで視聴者からの支持を送ることができる。

## 出演者
司会
- 中田敦彦（オリエンタルラジオ）
- 吉木りさ

オススメッセンジャー
- 藤森慎吾（オリエンタルラジオ） - 視聴者からのメールやFAXを紹介する。

ナレーション
- 沢城みゆき
- 関智一

## 放送内容
第1弾
| 放送日        | タイトル               | 出演者           | 紹介した漫画                             |
| ------------- | ---------------------- | ---------------- | ---------------------------------------- |
| 2014年7月27日 | 第一夜「泣ける」編     | うえむらちか     | 女の子の食卓（志村志保子）               |
| 2014年7月27日 | 第一夜「泣ける」編     | 片桐仁           | 同じ月を見ている（土田世紀）             |
| 2014年7月27日 | 第一夜「泣ける」編     | 田中香織         | 1/11 じゅういちぶんのいち（中村尚儁）    |
| 2014年7月27日 | 第一夜「泣ける」編     | ブルボン小林     | 美は乱調にあり（瀬戸内寂聴・柴門ふみ）   |
| 2014年7月27日 | 第一夜「泣ける」編     | 吉田尚記         | 3月のライオン（羽海野チカ）              |
| 2014年8月3日  | 第二夜「元気が出る」編 | サンキュータツオ | よつばと!（あずまきよひこ）              |
| 2014年8月3日  | 第二夜「元気が出る」編 | 阿久津愼太郎     | ストロボ・エッジ（咲坂伊緒）             |
| 2014年8月3日  | 第二夜「元気が出る」編 | 鈴木砂羽         | バケツでごはん（玖保キリコ）             |
| 2014年8月3日  | 第二夜「元気が出る」編 | 南信長           | とりあえず地球が滅びる前に（ねむようこ） |
| 2014年8月3日  | 第二夜「元気が出る」編 | 佐藤大           | ウイングマン（桂正和）                   |
第2弾
| 放送日         | タイトル            | 出演者           | 紹介した漫画                                                           |
| -------------- | ------------------- | ---------------- | ---------------------------------------------------------------------- |
| 2014年12月28日 | 真冬にバトルが熱い! | サンキュータツオ | CLAYMORE（八木教広）                                                   |
| 2014年12月28日 | 真冬にバトルが熱い! | 片桐仁           | はじめの一歩（森川ジョージ）                                           |
| 2014年12月28日 | 真冬にバトルが熱い! | ブルボン小林     | ハチワンダイバー（柴田ヨクサル）                                       |
| 2014年12月28日 | 真冬にバトルが熱い! | 田中香織         | 文豪ストレイドッグス（朝霧カフカ・春河35）                             |
| 2014年12月28日 | 真冬にバトルが熱い! | 宮地真緒         | るろうに剣心 -明治剣客浪漫譚-（和月伸宏）                              |
| 2014年12月28日 | 憧れの天才たち      | 田中香織         | ガラスの仮面（美内すずえ）                                             |
| 2014年12月28日 | 憧れの天才たち      | ブルボン小林     | キテレツ大百科（藤子・F・不二雄）                                      |
| 2014年12月28日 | 憧れの天才たち      | サンキュータツオ | 黒子のバスケ（藤巻忠俊）                                               |
| 2014年12月28日 | 憧れの天才たち      | 片桐仁           | ブラック・ジャック創作秘話〜手塚治虫の仕事場から〜（宮崎克・吉本浩二） |
| 2014年12月28日 | 憧れの天才たち      | 宮地真緒         | ましろのおと（羅川真里茂）                                             |
第3弾
| 放送日       | タイトル          | 出演者           | 紹介した漫画                     |
| ------------ | ----------------- | ---------------- | -------------------------------- |
| 2015年5月3日 | 胸キュン!恋愛特集 | 光浦靖子         | エースをねらえ!（山本鈴美香）    |
| 2015年5月3日 | 胸キュン!恋愛特集 | 松尾翠           | 天使なんかじゃない（矢沢あい）   |
| 2015年5月3日 | 胸キュン!恋愛特集 | 田中香織         | 同級生（中村明日美子）           |
| 2015年5月3日 | 胸キュン!恋愛特集 | サンキュータツオ | 脳内ポイズンベリー（水城せとな） |
| 2015年5月3日 | 胸キュン!恋愛特集 | ブルボン小林     | ひらけ相合傘（吉田戦車）         |
| 2015年5月3日 | 胸キュン!恋愛特集 | 片桐仁           | わたしは真悟（楳図かずお）       |